# 馬陸總目
馬陸總目（学名：Juliformia），亦作馬陸超目，是倍足綱下的一個總目。

## 分類
馬陸總目包括下列四個目：
- Xyloiuloida目†
- 姬马陆目 Julida
- 山蛩目=旋刺馬陸目 Spirobolida
- 异蛩目=旋馬陸目 Spirostreptida

Siphoniulida目 Cook, 1895原屬馬陸總目，後來Shelley (2003)將本目列於蠕形马陆下纲（Helminthomorpha）之下的地位未定分類。Shear (2011)基於其雄性生殖肢（gonopods）的結構及「噴絲頭」（spinnerets）的存在而歸入刺馬陸總目。

## 外部連結
- 维基共享资源上的相關多媒體資源：馬陸總目
- 網絡生命大百科